# Немцев, Семён Семёнович
Семён Семёнович Немцев — советский хозяйственный, государственный и политический деятель, Герой Социалистического Труда.

## Биография
Родился в 1914 году в селе Шандрово. Член КПСС с 1939 года.
С 1931 года — на хозяйственной, общественной и политической работе. В 1931—1975 гг. — работник в полеводческой бригаде колхоза села Шандрово, работник Шандровского сельского Совета, краснофлотец Тихоокеанского флота, председатель колхоза «Единство» Лукояновского района Горьковской области.
Указом Президиума Верховного Совета СССР от 23 июня 1966 года присвоено звание Героя Социалистического Труда с вручением ордена Ленина и золотой медали «Серп и Молот».
Умер в Лукоянове в 1975 году.